# 155th Air Refueling Wing

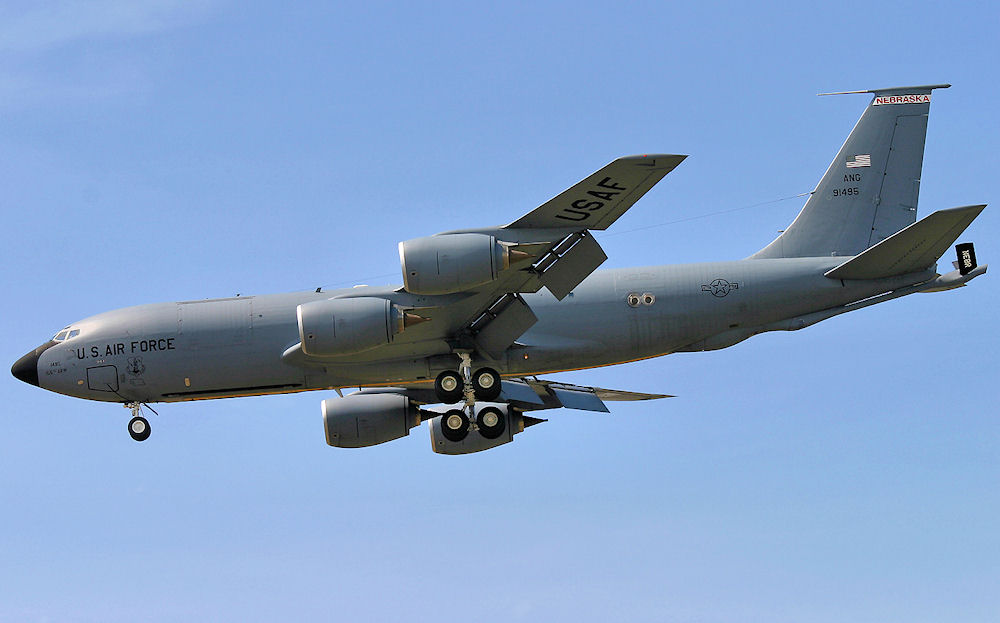
KC-135R dello Stormo

Il 155th Air Refueling Wing è uno Stormo da Rifornimento in volo della Nebraska Air National Guard. Riporta direttamente all'Air Mobility Command quando attivato per il servizio federale. 
Il suo quartier generale è situato presso la Lincoln Air National Guard Base, Nebraska.

## Organizzazione
Attualmente, al settembre 2017, esso controlla:
- 155th Operations Group, striscia di coda bianca con scritta NEBRASKA rossa
  - 155th Operations Support Flight
  -  173rd Air Refueling Squadron - Equipaggiato con KC-135R
- 155th Maintenance Group
  - 155th Aircraft Maintenance Squadron
  - 155th Maintenance Squadron
  - 155th Maintenance Operations Flight
- 155th Mission Support Group
  - 155th Civil Engineering Squadron
  - 155th Communications Squadron
  - 155th Logistics Readiness Squadron
  - 155th Security Forces Squadron
  - 155th Services Flight
- 155th Medical Group